# Crocidura fuscomurina
Crocidura fuscomurina — вид ссавців родини мідицевих (Soricidae). Країни проживання: Ангола, Бенін, Ботсвана, Буркіна-Фасо, Бурунді, Камерун, Центральноафриканська Республіка, Чад, Демократична Республіка Конго, Кот-д'Івуар, Ефіопія, Гамбія, Гана, Гвінея, Гвінея-Бісау, Кенія, Лесото, Малаві, Малі, Мавританія, Мозамбік, Намібія, Нігер, Нігерія, Руанда, Сенегал, Сьєрра-Леоне, Південна Африка, Судан, Танзанія, Того, Уганда, Замбія та Зімбабве. Його природні місця існування — савани, субтропічні або тропічні сухі низинні луки та спекотні пустелі.